# Olympique Lyonnais 2022-2023
Questa voce raccoglie le informazioni riguardanti l'Olympique Lyonnais nelle competizioni ufficiali della stagione 2022-2023.

## Stagione
La stagione 2022-2023 vede la 64ª partecipazione alla Ligue 1 per l'Olympique Lione, che conferma in panchina il tecnico olandese Peter Bosz. Avendo concluso il campionato precedente in ottava posizione, la squadra di Lione non si qualifica a nessuna competizione europea (la seconda nell'ultimo triennio). Il primo incontro della stagione avviene il 5 agosto e vede di fronte il neopromosso Ajaccio al Parc Olympique Lyonnais; seppur soffrendo, il Lione trova i primi tre punti del campionato vincendo 2-1. Il 9 ottobre viene esonerato l'allenatore Bosz, rimpiazzato dall'ex ct della Francia Laurent Blanc.
Il 7 gennaio il Lione supera il primo turno di Coppa di Francia battendo a fatica per 2-1 il Metz. Il 14 gennaio si conclude il girone di andata dell'Olympique Lyonnais, con la squadra che incassa la seconda sconfitta su tre partite dall'inizio del 2023 e che naviga nella parte media della classifica. Il 21 gennaio, in Coupe de France, l'OL supera i sedicesimi di finale battendo per 3-0 lo Chambéry; l'8 febbraio batte ai rigori il Lilla agli ottavi, mentre venti giorni dopo supera anche i quarti di battendo per 2-1 il Grenoble.
Il 5 aprile gli uomini di Blanc vedono sfumare la possibilità di disputare la finale di coppa nazionale, poiché battuti per 1-0 dal Nantes in semifinale. Il 7 maggio il Lione vince contro il Montpellier per 5-4, rimontando il parziale di 1-4 con cui perdeva al minuto 55; nell'occasione sia Alexandre Lacazette che il calciatore avversario Elye Wahi segnano quattro reti. Si tratta, inoltre, della prima rimonta di due o più gol da parte dell'OL dal 22 aprile 2012 (vittoria contro il Lorient per 3-2). Il 9 maggio John Textor rileva il gruppo OL e diventa il nuovo presidente, dopo 36 anni di presidenza Aulas che resta in società ricoprendo la carica di presidente onorario. Il 4 giugno si conclude la stagione dell'Olympique Lyonnais che, sconfitto per 3-1 dal Nizza, chiude il campionato al settimo posto fallendo la qualificazione alle competizioni europee.

## Maglie e sponsor
Lo sponsor tecnico per la stagione 2022-2023 è Adidas, mentre lo sponsor ufficiale è Emirates.
| Casa | Trasferta | Terza Divisa | Quarta Divisa |

## Organigramma societario
Dal sito internet ufficiale della società.
Area tecnica
- Allenatore: Peter Bosz[1]; Laurent Blanc[2]
- Allenatore in seconda: Rob Maas[1]; Franck Passi[2]
- Assistenti: Ludovic Giuly, Cláudio Caçapa
- Allenatore dei portieri: Rémy Vercoutre
- Preparatore atletico: Terry Peters, Cédric Uras, Alexandre Fahri

Area medica
- Direttore medico: Franck Pelissier
- Medici di squadra: Jean-Marc Laborderie, Yann Fournier
- Fisioterapisti: Abdeljelil Redissi, Jérémy Jacquemot, Sylvain Rousseau, Johann Howse
- Nutrizionista: Isabelle Mischler

Area logistica
- Amministratore: Jérôme Renaud
- Assistenti: Lotfi Eladjabi, François Lopez
- Team manager: Julien Sokol
- Manager: Guy Genet

Area video
- Analisti: Yannick Pothier, Anthony Michel, Geoffrey Garcia

## Rosa

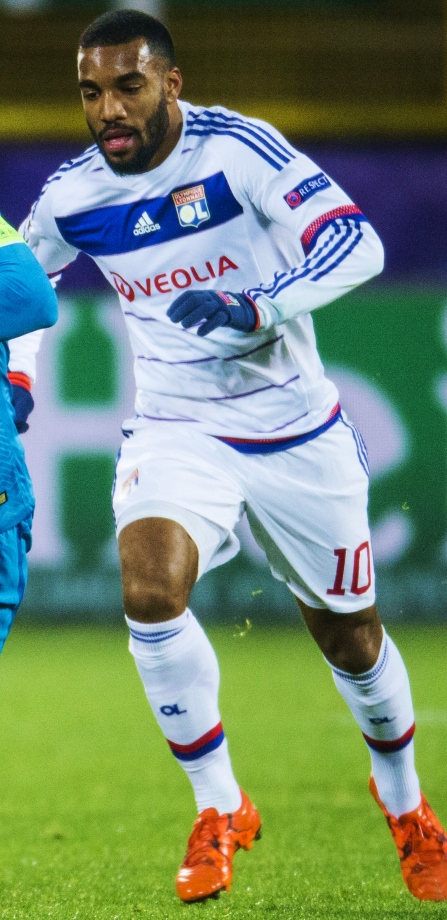
Alexandre Lacazette è il nuovo capitano del Lione

Rosa e numerazione, tratte dal sito ufficiale dell'Olympique Lione.
| N. |                           | Ruolo | Calciatore                     |
| -- | ------------------------- | ----- | ------------------------------ |
| 1  | Portogallo (bandiera)     | P     | Anthony Lopes (vice capitano)  |
| 2  | Costa d'Avorio (bandiera) | D     | Sinaly Diomandé                |
| 3  | Argentina (bandiera)      | D     | Nicolás Tagliafico             |
| 4  | Francia (bandiera)        | D     | Castello Lukeba                |
| 5  | Croazia (bandiera)        | D     | Dejan Lovren                   |
| 7  | Camerun (bandiera)        | A     | Karl Toko Ekambi               |
| 7  | Svezia (bandiera)         | A     | Amin Sarr                      |
| 8  | Francia (bandiera)        | C     | Houssem Aouar                  |
| 9  | Francia (bandiera)        | A     | Moussa Dembélé                 |
| 10 | Brasile (bandiera)        | C     | Lucas Paquetá                  |
| 10 | Francia (bandiera)        | A     | Alexandre Lacazette (capitano) |
| 11 | Brasile (bandiera)        | A     | Tetê                           |
| 12 | Brasile (bandiera)        | D     | Henrique                       |
| 15 | Francia (bandiera)        | C     | Romain Faivre                  |

| N. |                     | Ruolo | Calciatore          |
| -- | ------------------- | ----- | ------------------- |
| 17 | Germania (bandiera) | D     | Jérôme Boateng      |
| 18 | Francia (bandiera)  | A     | Rayan Cherki        |
| 20 | Francia (bandiera)  | D     | Saël Kumbedi        |
| 21 | Francia (bandiera)  | D     | Damien Da Silva     |
| 22 | Francia (bandiera)  | C     | Jeff Reine-Adélaïde |
| 23 | Brasile (bandiera)  | C     | Thiago Mendes       |
| 24 | Francia (bandiera)  | C     | Johann Lepenant     |
| 25 | Francia (bandiera)  | C     | Maxence Caqueret    |
| 26 | Francia (bandiera)  | A     | Bradley Barcola     |
| 27 | Francia (bandiera)  | D     | Malo Gusto          |
| 35 | Francia (bandiera)  | P     | Rémy Riou           |
| 40 | Francia (bandiera)  | P     | Kayne Bonnevie      |
| 47 | Brasile (bandiera)  | A     | Jeffinho            |
| 88 | Francia (bandiera)  | C     | Corentin Tolisso    |

## Calciomercato

### Sessione estiva
| Acquisti         | Acquisti            | Acquisti      | Acquisti                    |
| R.               | Nome                | da            | Modalità                    |
| ---------------- | ------------------- | ------------- | --------------------------- |
| P                | Rémy Riou           | Caen          | gratuito                    |
| D                | Saël Kumbedi        | Le Havre      | definitivo (1 milione €)    |
| D                | Nicolás Tagliafico  | Ajax          | definitivo (4,2 milioni €)  |
| C                | Johann Lepenant     | Caen          | definitivo (4,25 milioni €) |
| C                | Corentin Tolisso    | Bayern Monaco | gratuito                    |
| A                | Alexandre Lacazette | Arsenal       | gratuito                    |
| Altre operazioni |                     |               |                             |
| R.               | Nome                | da            | Modalità                    |
| D                | Youssouf Koné       | Troyes        | fine prestito               |
| D                | Cenk Özkacar        | OH Lovanio    | fine prestito               |
| C                | Florent Da Silva    | Villefranche  | fine prestito               |
| A                | Yaya Soumaré        | Annecy        | fine prestito               |

| Cessioni         | Cessioni         | Cessioni        | Cessioni                         |
| R.               | Nome             | a               | Modalità                         |
| ---------------- | ---------------- | --------------- | -------------------------------- |
| D                | Jason Denayer    |                 | svincolato                       |
| D                | Léo Dubois       | Galatasaray     | definitivo (2,5 milioni €)       |
| D                | Emerson Palmieri | Chelsea         | fine prestito                    |
| C                | Pape Cheikh Diop |                 | svincolato                       |
| C                | Tanguy Ndombele  | Tottenham       | fine prestito                    |
| C                | Lucas Paquetá    | West Ham Utd    | definitivo (42,95 milioni €)     |
| A                | Tino Kadewere    | Maiorca         | prestito oneroso (0,4 milioni €) |
| Altre operazioni |                  |                 |                                  |
| R.               | Nome             | a               | Modalità                         |
| P                | Malcolm Barcola  |                 | svincolato                       |
| D                | Youssouf Koné    | Ajaccio         | prestito                         |
| D                | Cenk Özkacar     | Valencia        | prestito oneroso (0,5 milioni €) |
| C                | Habib Keïta      | Kortrijk        | prestito                         |
| A                | Lenny Pintor     | Saint-Étienne   | prestito                         |
| A                | Yaya Soumaré     | Bourg-en-Bresse | prestito                         |

### Sessione invernale
| Acquisti         | Acquisti     | Acquisti              | Acquisti                  |
| R.               | Nome         | da                    | Modalità                  |
| ---------------- | ------------ | --------------------- | ------------------------- |
| D                | Dejan Lovren | Zenit San Pietroburgo | definitivo (2 milioni €)  |
| A                | Jeffinho     | Botafogo              | definitivo (10 milioni €) |
| A                | Amin Sarr    | Heerenveen            | definitivo (11 milioni €) |
| Altre operazioni |              |                       |                           |
| R.               | Nome         | da                    | Modalità                  |
| C                | Camilo       | Cuiabá                | fine prestito             |
| C                | Malo Gusto   | Chelsea               | prestito                  |

| Cessioni         | Cessioni            | Cessioni       | Cessioni                         |
| R.               | Nome                | a              | Modalità                         |
| ---------------- | ------------------- | -------------- | -------------------------------- |
| P                | Julian Pollersbeck  | Lorient        | prestito                         |
| D                | Damien Da Silva     | Melbourne City | ?                                |
| C                | Romain Faivre       | Lorient        | prestito oneroso (1 milione €)   |
| C                | Malo Gusto          | Chelsea        | definitivo (30 milioni €)        |
| C                | Jeff Reine-Adélaïde | Troyes         | prestito                         |
| A                | Tetê                | Šachtar        | fine prestito                    |
| A                | Karl Toko Ekambi    | Rennes         | prestito oneroso (1,5 milioni €) |
| Altre operazioni |                     |                |                                  |
| R.               | Nome                | a              | Modalità                         |
| C                | Camilo              | RWDM47         | prestito                         |
| C                | Florent Da Silva    | Volendam       | prestito                         |

## Risultati

### Ligue 1

#### Girone di andata
| Arbitro: | Bastien |

|                               |           |                    |
| Tetê 12’ Lacazette 22’ (rig.) | Marcatori | 31’ (rig.) Mangani |

| Arbitro: | Dechepy |

|                                  |           |               |
| Le Fée 6’ Moffi 33’ Ouattara 49’ | Marcatori | 28’ Lacazette |

| Arbitro: | Wattellier |

|                                           |           |                    |
| Lacazette 3’ Tagliafico 47’ Tetê 49’, 76’ | Marcatori | 39’ (rig.) Tardieu |

| Arbitro: | Stinat |

|         |           |             |
| Itō 24’ | Marcatori | 86’ Dembélé |

| Arbitro: | Gaillouste |

|                          |           |            |
| Tetê 29’ Toko Ekambi 72’ | Marcatori | 80’ Autret |

| Arbitro: | Léonard |

|                                                           |           |  |
| Toko Ekambi 31’, 59’ Lacazette 38’ Lukeba 62’ Dembélé 88’ | Marcatori |  |

| Arbitro: | Turpin |

|                            |           |                 |
| Badiashile 56’ Maripán 63’ | Marcatori | 81’ Toko Ekambi |

| Arbitro: | Letexier |

|  |           |          |
|  | Marcatori | 5’ Messi |

| Arbitro: | Bastien |

|                   |           |  |
| Sotoca 82’ (rig.) | Marcatori |  |

| Arbitro: | Buquet |

|         |           |             |
| Tetê 2’ | Marcatori | 5’ R. Ratão |

| Arbitro: | Frappart |

|                             |           |                    |
| Terrier 38’, 77’ Gouiri 47’ | Marcatori | 23’, 72’ Lacazette |

| Arbitro: | Léonard |

|          |           |                         |
| Wahi 70’ | Marcatori | 33’ Aouar 90’ Lacazette |

| Arbitro: | Brisard |

|               |           |  |
| Lacazette 74’ | Marcatori |  |

| Arbitro: | Letexier |

|           |           |  |
| Gigot 44’ | Marcatori |  |

| Arbitro: | Wattellier |

|                      |           |                 |
| Lacazette 89’ (rig.) | Marcatori | 38’ (rig.) Pépé |

| Arbitro: | Dechepy |

|                             |           |                                                       |
| Pereira Lage 29’ Mounié 72’ | Marcatori | 21’ Caqueret 32’ Cherki 35’ (rig.) Lacazette 49’ Tetê |

| Arbitro: | Frappart |

|  |           |                 |
|  | Marcatori | 87’ (rig.) Cham |

| Nantes 11 gennaio 2023, ore 18:00 CET 18ª giornata | Nantes     | 0 – 0 referto | Olympique Lione | Stadio della Beaujoire (27 657 spett.)\| Arbitro: \| Bollengier \| |
| Arbitro:                                           | Bollengier |               |                 |                                                                    |

| Arbitro: | Stinat |

|                        |           |                       |
| Lacazette 45+2’ (rig.) | Marcatori | 29’ Aholou 32’ Diallo |

#### Girone di ritorno
| Arbitro: | Léonard |

|  |           |                            |
|  | Marcatori | 20’ Lepenant 71’ Lacazette |

| Décines-Charpieu 1º febbraio 2023, ore 21:00 CET 21ª giornata | Olympique Lione | 0 – 0 referto | Brest | Groupama Stadium (30 837 spett.)\| Arbitro: \| Buquet \| |
| Arbitro:                                                      | Buquet          |               |       |                                                          |

| Arbitro: | Letexier |

|              |           |                                        |
| R. Lopes 62’ | Marcatori | 43’ Barcola 59’ Cherki 90+3’ Lacazette |

| Arbitro: | Wattellier |

|                          |           |             |
| Lacazette 23’ Cherki 64’ | Marcatori | 39’ Machado |

| Arbitro: | Brisard |

|                             |           |                |
| Perrin 51’ (rig.) Jubal 53’ | Marcatori | 36’ M. Dembélé |

| Arbitro: | Batta |

|          |           |                                    |
| Sima 87’ | Marcatori | 38’ Mendes 80’ A. Sarr 90’ Barcola |

| Décines-Charpieu 5 marzo 2023, ore 17:05 CET 26ª giornata | Olympique Lione | 0 – 0 referto | Lorient | Groupama Stadium (38 568 spett.)\| Arbitro: \| Léonard \| |
| Arbitro:                                                  | Léonard         |               |         |                                                           |

| Arbitro: | Bastien |

|                                   |           |                                |
| David 46’, 60’ (rig.), 80’ (rig.) | Marcatori | 64’ Barcola 83’, 89’ Lacazette |

| Arbitro: | Millot |

|               |           |                  |
| Lacazette 24’ | Marcatori | 2’ (aut.) Lukeba |

| Arbitro: | Letexier |

|  |           |             |
|  | Marcatori | 56’ Barcola |

| Arbitro: | Bastien |

|                                       |           |            |
| Tolisso 60’ Lacazette 68’ Barcola 79’ | Marcatori | 11’ Gouiri |

| Arbitro: | Letexier |

|               |           |                                          |
| Aboukhlal 37’ | Marcatori | 34’ (rig.) Lacazette 88’ (aut.) L. Costa |

| Arbitro: | Brisard |

|               |           |                                 |
| Lacazette 68’ | Marcatori | 44’ C. Ünder 90+2’ (aut.) Gusto |

| Arbitro: | Buquet |

|            |           |                         |
| Sanson 15’ | Marcatori | 32’ Lukeba 36’ Caqueret |

| Arbitro: | Dechepy |

|                                                   |           |                                |
| Lacazette 31’, 59’, 82’, 90+10’ (rig.) Lovren 70’ | Marcatori | 40’, 41’, 54’ (rig.), 55’ Wahi |

| Arbitro: | Buquet |

|                      |           |               |
| Kyei 25’ (rig.), 65’ | Marcatori | 21’ Lacazette |

| Arbitro: | Millot |

|                                       |           |                      |
| Lacazette 38’ Caqueret 57’ Cherki 78’ | Marcatori | 2’ (rig.) Ben Yedder |

| Arbitro: | Stinat |

|                                             |           |  |
| Agbadou 3’ (aut.) Lacazette 9’ Caqueret 83’ | Marcatori |  |

| Arbitro: | Wattellier |

|                                            |           |              |
| J. Boateng 5’ (aut.) Laborde 28’ Moffi 33’ | Marcatori | 41’ Jeffinho |

### Coppa di Francia
| Arbitro: | Batta |

|                              |           |            |
| Barcola 60’ Candé 77’ (aut.) | Marcatori | 64’ Jallow |

| Arbitro: | Angoula |

|  |           |                         |
|  | Marcatori | 11’, 33’, 67’ Lacazette |

| Arbitro: | Millot |

|                                 |                      |                               |
| Cherki 9’ Lacazette 20’         | Marcatori            | 29’ (rig.) David 63’ Zhegrova |
| Tolisso Dembélé Caqueret Lovren | Tiri di rigore 4 – 2 | Gomes Cabella Bayo Weah       |

| Arbitro: | Frappart |

|                          |           |          |
| Barcola 24’ Jeffinho 38’ | Marcatori | 75’ Sbaï |

| Arbitro: | Dechepy |

|          |           |  |
| Blas 57’ | Marcatori |  |

## Statistiche

### Statistiche di squadra
| Competizione     | Punti | In casa | In casa | In casa | In casa | In casa | In casa | In trasferta | In trasferta | In trasferta | In trasferta | In trasferta | In trasferta | Totale | Totale | Totale | Totale | Totale | Totale | DR  |
| Competizione     | Punti | G       | V       | N       | P       | Gf      | Gs      | G            | V            | N            | P            | Gf           | Gs           | G      | V      | N      | P      | Gf     | Gs     | DR  |
| ---------------- | ----- | ------- | ------- | ------- | ------- | ------- | ------- | ------------ | ------------ | ------------ | ------------ | ------------ | ------------ | ------ | ------ | ------ | ------ | ------ | ------ | --- |
| Ligue 1          | 62    | 19      | 10      | 5       | 4       | 35      | 19      | 19           | 8            | 3            | 8            | 30           | 28           | 38     | 18     | 8      | 12     | 65     | 47     | +18 |
| Coppa di Francia | -     | 3       | 2       | 1       | 0       | 6       | 4       | 2            | 1            | 0            | 1            | 3            | 1            | 5      | 3      | 1      | 1      | 9      | 5      | +4  |
| Totale           | -     | 22      | 12      | 6       | 4       | 41      | 23      | 21           | 9            | 3            | 9            | 33           | 29           | 43     | 21     | 9      | 13     | 74     | 52     | +22 |

### Andamento in campionato
| Giornata  | 1 | 2 | 3 | 4 | 5 | 6 | 7 | 8 | 9 | 10 | 11 | 12 | 13 | 14 | 15 | 16 | 17 | 18 | 19 | 20 | 21 | 22 | 23 | 24 | 25 | 26 | 27 | 28 | 29 | 30 | 31 | 32 | 33 | 34 | 35 | 36 | 37 | 38 |
| --------- | - | - | - | - | - | - | - | - | - | -- | -- | -- | -- | -- | -- | -- | -- | -- | -- | -- | -- | -- | -- | -- | -- | -- | -- | -- | -- | -- | -- | -- | -- | -- | -- | -- | -- | -- |
| Luogo     | C | T | C | T | C | C | T | C | T | C  | T  | T  | C  | T  | C  | T  | C  | T  | C  | T  | C  | T  | C  | T  | T  | C  | T  | C  | T  | C  | T  | C  | T  | C  | T  | C  | C  | T  |
| Risultato | V | P | V | N | V | V | P | P | P | N  | P  | V  | V  | P  | N  | V  | P  | N  | P  | V  | N  | V  | V  | P  | V  | N  | N  | N  | V  | V  | V  | P  | V  | V  | P  | V  | V  | P  |
| Posizione | 7 | 7 | 4 | 6 | 4 | 3 | 5 | 6 | 7 | 9  | 10 | 8  | 8  | 8  | 8  | 8  | 8  | 8  | 9  | 9  | 10 | 9  | 9  | 9  | 9  | 9  | 10 | 10 | 9  | 7  | 7  | 7  | 7  | 7  | 7  | 7  | 7  | 7  |

Legenda:

Luogo: C = Casa; T = Trasferta. Risultato: R = Rinviata; V = Vittoria; N = Pareggio; P = Sconfitta.

### Statistiche dei giocatori
In corsivo i calciatori che hanno lasciato la squadra a stagione in corso.
| Giocatore         | Ligue 1  | Ligue 1 | Ligue 1     | Ligue 1    | Coupe de France | Coupe de France | Coupe de France | Coupe de France | Totale   | Totale | Totale      | Totale     |
| Giocatore         | Presenze | Reti    | Ammonizioni | Espulsioni | Presenze        | Reti            | Ammonizioni     | Espulsioni      | Presenze | Reti   | Ammonizioni | Espulsioni |
| ----------------- | -------- | ------- | ----------- | ---------- | --------------- | --------------- | --------------- | --------------- | -------- | ------ | ----------- | ---------- |
| H. Aouar          | 16       | 1       | 2           | 0          | 2               | 0               | 0               | 0               | 18       | 1      | 2           | 0          |
| B. Barcola        | 26       | 5       | 3           | 0          | 5               | 2               | 1               | 0               | 31       | 7      | 4           | 0          |
| J. Boateng        | 8        | 0       | 0           | 0          | 0               | 0               | 0               | 0               | 8        | 0      | 0           | 0          |
| M. Caqueret       | 36       | 4       | 2           | 0          | 4               | 0               | 0               | 0               | 40       | 4      | 2           | 0          |
| R. Cherki         | 34       | 4       | 3           | 0          | 5               | 1               | 0               | 0               | 39       | 5      | 3           | 0          |
| D. Da Silva       | 7        | 0       | 2           | 0          | 1               | 0               | 0               | 0               | 8        | 0      | 2           | 0          |
| M. Dembélé        | 22       | 3       | 1           | 0          | 5               | 0               | 0               | 0               | 27       | 3      | 1           | 0          |
| S. Diomandé       | 25       | 0       | 2           | 1          | 5               | 0               | 1               | 0               | 30       | 0      | 3           | 1          |
| M. El-Arouch      | 1        | 0       | 0           | 0          | 1               | 0               | 0               | 0               | 2        | 0      | 0           | 0          |
| R. Faivre         | 10       | 0       | 0           | 0          | 0               | 0               | 0               | 0               | 10       | 0      | 0           | 0          |
| M. Gusto          | 21       | 0       | 1           | 0          | 1               | 0               | 0               | 0               | 22       | 0      | 1           | 0          |
| Henrique          | 7        | 0       | 0           | 0          | 3               | 0               | 0               | 0               | 10       | 0      | 0           | 0          |
| Jeffinho          | 9        | 1       | 1           | 0          | 2               | 1               | 0               | 0               | 11       | 2      | 1           | 0          |
| S. Kumbedi        | 20       | 0       | 8           | 0          | 3               | 0               | 0               | 0               | 23       | 0      | 8           | 0          |
| A. Lacazette      | 35       | 27      | 3           | 0          | 4               | 4               | 0               | 0               | 39       | 31     | 3           | 0          |
| J. Lepenant       | 31       | 1       | 4           | 0          | 3               | 0               | 0               | 0               | 34       | 1      | 4           | 0          |
| A. Lopes          | 32       | -38     | 2           | 1          | 5               | -5              | 0               | 0               | 37       | -43    | 2           | 1          |
| D. Lovren         | 17       | 1       | 2           | 0          | 4               | 0               | 1               | 0               | 21       | 1      | 3           | 0          |
| C. Lukeba         | 34       | 2       | 9           | 1          | 4               | 0               | 0               | 0               | 38       | 2      | 9           | 1          |
| T. Mendes         | 31       | 1       | 3           | 0          | 3               | 0               | 0               | 0               | 34       | 1      | 3           | 0          |
| L. Paquetá        | 2        | 0       | 0           | 0          | -               | -               | -               | -               | 2        | 0      | 0           | 0          |
| J. Reine-Adélaïde | 14       | 0       | 1           | 0          | 0               | 0               | 0               | 0               | 14       | 0      | 1           | 0          |
| R. Riou           | 7        | -8      | 0           | 0          | 0               | -0              | 0               | 0               | 7        | -8     | 0           | 0          |
| A. Sarr           | 13       | 1       | 0           | 0          | 2               | 0               | 0               | 0               | 15       | 1      | 0           | 0          |
| M. Sarr           | 1        | 0       | 0           | 0          | 0               | 0               | 0               | 0               | 1        | 0      | 0           | 0          |
| N. Tagliafico     | 34       | 1       | 5           | 0          | 4               | 0               | 1               | 0               | 38       | 1      | 6           | 0          |
| Tetê              | 17       | 6       | 3           | 0          | 2               | 0               | 0               | 0               | 19       | 6      | 3           | 0          |
| C. Tolisso        | 30       | 1       | 3           | 0          | 4               | 0               | 1               | 0               | 34       | 1      | 4           | 0          |
| K. Toko Ekambi    | 19       | 4       | 1           | 0          | 0               | 0               | 0               | 0               | 19       | 4      | 1           | 0          |